# Eupatorium hieronymi
Eupatorium hieronymi là một loài thực vật có hoa trong họ Cúc. Loài này được S.E.Freire mô tả khoa học đầu tiên.